# The Valiant
The Valiant ist ein US-amerikanisches Filmdrama aus dem Jahr 1929. Das Drehbuch basiert auf einem Bühnenstück von Holworthy Hall und Robert Middlemass.

## Handlung
James Dyke tötet in einem armseligen Mietshaus einen Mann und stellt sich danach der Polizei. Er weigert sich, seinen richtigen Namen zu nennen. Bei der Gerichtsverhandlung wird er zum Tode verurteilt.
Eine Frau sieht in Ohio ein ziemlich schlechtes Bild des Verurteilten in der Zeitung und glaubt, in ihm ihren vermissten Sohn zu erkennen. Sie schickt ihre Tochter Mary in das Gefängnis, um den Verurteilten zu besuchen und herauszufinden, ob es tatsächlich ihr Sohn ist. Mary Douglas, die, als ihr Bruder das elterliche Haus verlassen hatte, zu jung war, um sich an ihn zu erinnern, macht sich auf den Weg. James kann Mary davon überzeugen, dass er nicht ihr Bruder ist. Er erzählt ihr, dass ihr Bruder während des Krieges als Held gestorben sei. Dann ergibt er sich in sein Schicksal und tritt seine Hinrichtung an.

## Kritik
Mordaunt Hall von der New York Times bescheinigte dem Film mehr Originalität, als die meisten Filme, die zu der Zeit gezeigt wurden. Der Film habe Spannung, doch am Ende könne man der Ansicht sein, die Geschichte sei nicht zu Ende erzählt worden.

## Auszeichnungen
Bei der zweiten Oscarverleihung 1930 wurden Paul Muni für den Oscar in der Kategorie bester Hauptdarsteller und Tom Barry in der Kategorie Bestes Drehbuch nominiert.

## Hintergrund
Die Uraufführung fand am 12. Mai 1929 statt.
Für Paul Muni war der Film sein Leinwanddebüt.
1940 drehte David Burton ein Remake mit Lloyd Nolan und Jean Rogers in den Hauptrollen. Titel des Films war The Man Who Wouldn't Talk.